# مارتن فاغنر (لاعب كرة قدم)
مارتن فاغنر (بالألمانية: Martin Wagner)‏ (مواليد 24 فبراير 1968) هو لاعب كرة قدم. يلعب مع منتخب ألمانيا لكرة القدم. سبق له أن لعب في كأس العالم لكرة القدم مع منتخب بلاده.

## روابط خارجية
- مارتن فاغنر على موقع الاتحاد الدولي (مؤرشف)  (الإنجليزية)
- مارتن فاغنر على موقع قاعدة بيانات كرة القدم.إي يو (الإنجليزية)
- مارتن فاغنر على موقع بيانات كرة القدم. دي إي (الألمانية)
- مارتن فاغنر على موقع ناشيونال فوتبول تيمز (الإنجليزية)
- مارتن فاغنر على موقع عالم كرة القدم.نت (الإنجليزية)